# Colby (Wisconsin)
Colby es una ciudad ubicada en el condado de Clark en el estado estadounidense de Wisconsin. En el Censo de 2010 tenía una población de 1.852 habitantes y una densidad poblacional de 456,03 personas por km².

## Geografía
Colby se encuentra ubicada en las coordenadas 44°54′42″N 90°18′58″O / 44.91167, -90.31611. Según la Oficina del Censo de los Estados Unidos, Colby tiene una superficie total de 4.06 km², de la cual 4.05 km² corresponden a tierra firme y (0.32%) 0.01 km² es agua.

## Demografía
Según el censo de 2010, había 1.852 personas residiendo en Colby. La densidad de población era de 456,03 hab./km². De los 1.852 habitantes, Colby estaba compuesto por el 89.36% blancos, el 0.59% eran afroamericanos, el 0.38% eran amerindios, el 0.49% eran asiáticos, el 0.05% eran isleños del Pacífico, el 8.64% eran de otras razas y el 0.49% pertenecían a dos o más razas. Del total de la población el 11.93% eran hispanos o latinos de cualquier raza.